# Jorge Lencina
Jorge Daniel Lencina (Córdoba, 26 de marzo de 1976) es un deportista argentino que compitió en judo y en judo adaptado. Participó en los Juegos Olímpicos (Atlanta 1996, Sídney 2000 y Atenas 2004) y Paralímpicos (Pekín 2008, Londres 2012 y Río 2016), obteniendo dos medallas paralímpicas y un diploma olímpico.

## Trayectoria
Ganó dos medallas en los Juegos Panamericanos en los años 1995 y 1999, y tres medallas en el Campeonato Panamericano de Judo entre los años 1997 y 2003. Participó en tres Juegos Olímpicos de Verano entre los años 1996 y 2004, su mejor actuación fue un séptimo puesto logrado en Atenas 2004 en la categoría de –66 kg.
En 2004 le detectaron glaucoma queratocono, una deformación en las córneas. Desde entonces comenzó a practicar el yudo adaptado. Participó en tres Juegos Paralímpicos de Verano entre los años 2008 y 2016, obteniendo dos medallas, bronce en Pekín 2008 y bronce en Londres 2012.
| Juegos Panamericanos    | Juegos Panamericanos      | Juegos Panamericanos | Juegos Panamericanos |
| Año                     | Lugar                     | Medalla              | Categoría            |
| ----------------------- | ------------------------- | -------------------- | -------------------- |
| 1995                    | Mar del Plata (Argentina) | Medalla de bronce    | –60 kg               |
| 1999                    | Winnipeg (Canadá)         | Medalla de bronce    | –60 kg               |
| Campeonato Panamericano |                           |                      |                      |
| Año                     | Lugar                     | Medalla              | Categoría            |
| 1997                    | Guadalajara (México)      | Medalla de plata     | –60 kg               |
| 2001                    | Córdoba (Argentina)       | Medalla de oro       | –66 kg               |
| 2003                    | Salvador (Brasil)         | Medalla de bronce    | –66 kg               |

| Juegos Paralímpicos | Juegos Paralímpicos   | Juegos Paralímpicos | Juegos Paralímpicos |
| Año                 | Lugar                 | Medalla             | Categoría           |
| ------------------- | --------------------- | ------------------- | ------------------- |
| 2008                | Pekín (China)         | Medalla de bronce   | –81 kg              |
| 2012                | Londres (Reino Unido) | Medalla de bronce   | –81 kg              |